# Yondó

Localização de Yondó no departamento de Antioquia.

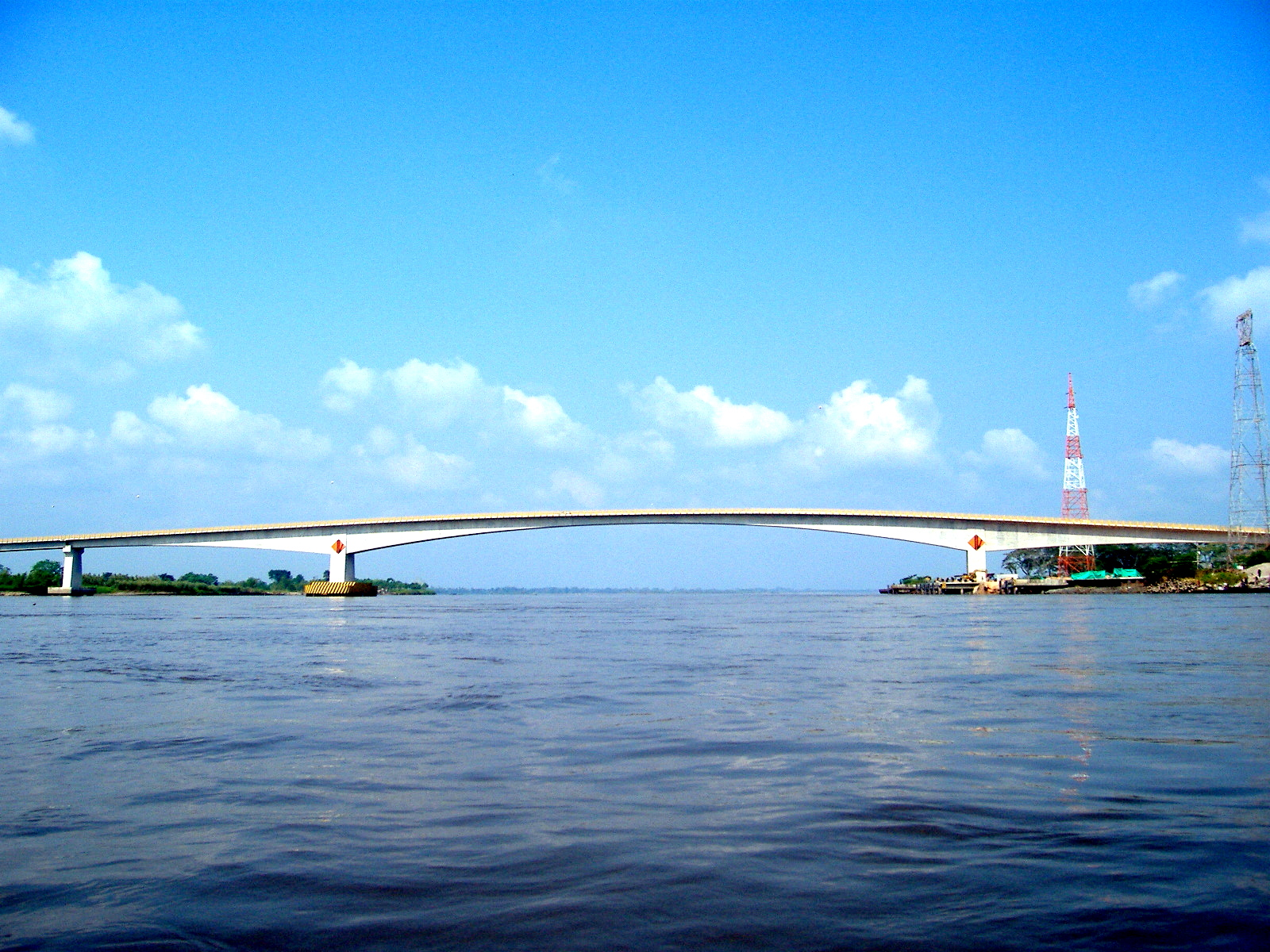
Ponte sobre o rio Magdalena, que une a cidade de Barrancabermeja, no departamento de Santander, com Yondó.

Yondó é uma cidade e município da Colômbia, no departamento de Antioquia. Apresenta uma área de 1880 quilômetros quadrados e sua população, segundo o censo de 2002, é de 13.548 habitantes.

## História
Antes da chegada dos espanhóis, os indígenas Yarigüíes, habitantes das comarcas vizinhas, visitavam este território e usavam o óleo que brotava da sua terra para se esfregarem na pele e se protegerem dos insetos.